# Wouter Bos
Wouter Jacob Bos (ur. 14 lipca 1963 w Vlaardingen) – holenderski polityk i ekonomista, poseł do Tweede Kamer, lider Partii Pracy (PvdA) w latach 2002–2010, wicepremier i minister finansów w rządzie Jana Petera Balkenendego w latach 2007–2010.

## Życiorys
Uczęszczał do protestanckiej szkoły podstawowej w Odijk, a od 1974 do protestanckiego Christelijk Lyceum w Zeist. Od 1980 do 1981 był działaczem YMCA w Wielkiej Brytanii. W 1981 wstąpił do Partii Pracy. W tym samym roku rozpoczął studia w dziedzinie nauk politycznych na Wolnym Uniwersytecie w Amsterdamie, w 1982 podjął także studia w zakresie ekonomii na tej samej uczelni. Oba kierunki ukończył w 1988.
Od 1988 do 1998 pracował dla Royal Dutch Shell, najpierw jako specjalista ds. szkoleń i reorganizacji, potem jako doradca ds. stosunków pracy. W 1992 pracował jako przedstawiciel Shella w Rumunii, w 1993 wyjechał do Azji, przebywał również w Korei Południowej, Hongkongu, Chinach i na Tajwanie. W 1996 powrócił do Europy i pracował w Londynie jako konsultant od rynków wschodzących w Ameryce Południowej i Azji. W 1998 opuścił firmę i zaangażował się w krajową politykę.
W wyborach w 1998 został wybrany do Tweede Kamer, niższej izby Stanów Generalnych z ramienia Partii Pracy. 24 marca 2000 zrezygnował z mandatu i objął stanowisko sekretarza stanu w resorcie finansów w gabinecie premiera Wima Koka. Jako wiceminister był odpowiedzialny za podatki i politykę monetarną. Urząd zajmował do 22 lipca 2002. Z powodzeniem ubiegał się o poselską reelekcję w wyborach w 2002, 2003 i 2006.
W 2002 został nowym liderem Partii Pracy, którym pozostał do marca 2010. W 2003 PvdA nie zdołała wygrać wyborów, na stanowisku premiera pozostał Jan Peter Balkenende z CDA, a Partia Pracy stała się główną siłą opozycyjną w parlamencie. Sytuacja powtórzyła się w 2006 po kolejnych przedterminowych wyborach. Partia Pracy zawiązała wówczas koalicję z CDA i w lutym 2007 weszła w skład kolejnego rządu Jana Petera Balkenendego. 22 lutego 2007 Wouter Bos objął w nim stanowisko wicepremiera i ministra finansów. Zajmował je do 23 lutego 2010, kiedy to PvdA ogłosiła wyjście z koalicji z powodu sprzeciwu wobec przedłużenia misji holenderskich żołnierzy w Afganistanie.
12 marca 2010 Wouter Bos ogłosił rezygnację ze stanowiska lidera PvdA i wycofanie się z polityki. W latach 2010–2013 był partnerem i konsultantem w przedsiębiorstwie konsultingowym KPMG, a w 2013 został przewodniczącym rady dyrektorów szpitala uniwersyteckiego przy Vrije Universiteit Amsterdam.
Odznaczony Orderem Oranje-Nassau V klasy (2002) i IV klasy (2010).

## Życie osobiste
W 2002 ożenił się z Barbarą Bos; ojciec trójki dzieci.